# Central hidroelèctrica de la Porta de Ferro I
Central hidroelèctrica de la Porta de Ferro I (en romanès: Porțile de Fier I, en serbi: Ђердап I /Đerdap I) és la presa més gran del riu Danubi i una de les centrals hidroelèctriques més grans d'Europa. Es troba al congost de la Porta de Ferro, entre Romania i Sèrbia.
La part romanesa de la central produeix aproximadament 5.24 TWh anuals, mentre que la part sèrbia de la central produeix 5.65 TWh. La discrepància en la potència de sortida entre les dues meitats es deu a l'equip generador. Tot i que els equips de Romania són més nous i, per tant, més eficients (generant així més energia), s'estan mostrant més poc fiables; resultant en un augment del temps d'inactivitat per al manteniment/reparació i, en conseqüència, una producció d'energia anual més baixa en general.

## Història
El projecte va començar l'any 1964 com una empresa conjunta entre els governs de Romania i Iugoslàvia per a la construcció d'una gran presa al riu Danubi que donaria servei a tots dos països. En el moment de la seva finalització l'any 1972, era la 10a central hidroelèctrica més gran del món amb dotze turbines Kaplan que generaven 2,052 MW, repartides a parts iguals entre els dos països amb 1,026 MW cadascuna.
La petita illa habitada d'Ada Kaleh va quedar submergida durant la construcció.

### Modernització
Quan la vida útil de 30 anys de les turbines originals va arribar a la seva fi, el 1998 la meitat romanesa de la presa va iniciar un programa de modernització. Com a part d'aquest programa, la primera de les turbines es va aturar l'any 1999. L'any 2007 el programa es va completar i la meitat romanesa de les operacions de la presa es va tornar al seu rendiment. La capacitat nominal de cadascuna de les sis unitats es va incrementar de 171 MW a 194.3 MW, donant així una potència instal·lada de 1,166 MW i augmentant tota la capacitat de generació d'energia de la presa fins als 2,192 MW de l'època. A la part sèrbia de la presa, la modernització va començar el juliol de 2008; fins ara Units 4 to 6. Les unitats s'estan actualitzant amb l'ajuda de l'empresa russa Power Machines de Sant Petersburg, així com dels seus subcontractistes amb la participació d'onze empreses nacionals.
A més de les millores, la part sèrbia té previst construir una nova central elèctrica més petita, anomenada Iron Gate III (en serbi: Ђердап III /Đerdap III).